# ALAS (ミサイル)
ALAS（Advanced Light Attack Systemの頭字語、セルビア語: АЛАС） はユーゴインポート SDPRの監督下でEdeProによって開発されたセルビア製の長距離射程多目的誘導ミサイルである。
ALASは主に侵攻してくる戦車や装甲車両、防壁、指揮所、低高度のヘリコプター、沿岸の船舶、産業施設や橋梁を攻撃する目的で開発された。ヘリコプター、装甲車、小型の船舶、歩兵による運用が可能である。ALASは妨害の困難なTV/IR誘導を組み合わせて使用する。誘導は、ミサイル発射装置に接続された光ファイバーを使用して行われる。
ALASは超低高度で飛行してレーダー反射断面積と熱紋がとても小さい。このシステムは2次的な用途として無人機として使用される。

## システムと役割の詳細
ALASミサイルシステムは2種類の主要な目的がある。:
- 軽量な車両からの攻撃と対艦戦闘
- 海上から陸上の標的を攻撃。この事例ではミサイルは小型の舟艇かヘリコプターから発射される。

加えて、空挺堡の防御や局所攻撃において、より有力な戦力が展開するまでの運用も考慮されている。この場合システムの有効射程が兵士達の前方の5 – 25km、最大射程は60kmである。
運用の(飛行と制御装置に必要な)飛行包絡線は垂直軸に±3Gで軸方向に10Gである。

### 戦術用途
ALASミサイルシステムは以下の標的を対象とする:
- 多様な固定された設置物
- 戦車と装甲戦闘車両
- 5x5m以上の大きさの標的
- 小型の舟艇と他の沿岸の標的

## 派生型
ALAS或いはLORANA（セルビア語: ЛОРАНА）システムとして使用される2形式がある。

### ALAS
ALASはキャニスターから固体燃料ロケットで発射される。ALASはAlas-A、Alas-BとAlas-Cに分類される。 
- Alas-A：射程が25kmの地対地型
- Alas-B：射程が60kmの地対地型
- Alas-C：沿岸防衛（Coastal Defence）型。対艦型でセルビアとUAEの共同開発。射程は25km、将来の開発では50kmを目標としている。

UAEは6x6車両のナミルで運搬する予定である。 ALAS-Cの初期の構造は前進翼を展開して舵で小角度の空気力学制御を行い、単ノズルの軸流式タービンエンジンを装備して推進する仕様であったが、これは破棄された。ALAS-Cミサイルは実際にはLORANAを延伸したものをベースに、45°の角度で交差するX字型の制御翼が装備されたものとなった。
両側の主翼の前部はエラストマーで2つのエンジンの吸気口が位置する。主翼の後部の両側のエラストマーは2個の平坦なエンジンノズルが位置して光ファイバーのボビンがノズルの後部に位置した。慣性航法装置かオプションでGPS誘導装置を搭載するAlas-Cの射程は最大25kmになり、TV/ccs/iir追尾装置がミサイルを誘導する

#### ALAS-Aの仕様諸元
- 速度: 180m/s (中間軌道)
- 高度: 150 - 500m
- 射程: 25km
- 陥入: 800mm RHA

#### 誘導
ミサイルはあらかじめ電子地図と慣性誘導を用いて、障害を迂回あるいは上空を飛行する経路をプログラムされ、飛翔する。赤外線画像は最終誘導段階で使用され、同様に赤外線画像が発射装置に光ファイバーによって200 MBit/sの速度で伝送され、手動で標的を選択或いは巻き添えの被害を避けるためにミッションを中止することが可能とされている。
ミサイルの通信は2チャンネル(双方向通信)の単モード光ファイバーケーブルで実現した。:
- 1チャンネルは地上へミサイルから映像とデータを伝送する。
- 2チャンネルは地上局から機体へデータを転送する。

発射装置はミサイルの誘導のために高性能な小型のコンピュータと射手のための高解像度の表示装置を備える。
システムは先進的な制御と画像処理アルゴリズム、電気工学変換機と無線通信を使用する。発射装置はGPS測位装置と方位磁石をオプションで備える。
いくつかのミッションのために2画面システムが使用される。発射装置は他の装置を加えずに訓練装置とシミュレータとして使用可能である。
船舶を攻撃する場合にはミサイルは海面から数mの高度を飛行する。この段階の飛行では飛行制御はあらかじめプログラムされたデータに基づき、ロケットが標的付近の領域に飛行した時点で射手による制御で捕捉する。

#### 推進
発射中に固体推進剤のブースターでミサイルは巡航速度(120–150m/s)まで加速する。TMM-040ターボジェットエンジンに点火してミサイルは誘導システムの制御下と射手の制御でミサイルの速度が制御される。
主な推進特性:
- ミサイルの主エンジンはMongoose 040 ターボジェットエンジンでミサイルをおよそ640–740km/hの亜音速での飛行に特性を合わせてある。
- 発射段階でALASは2個の割り当てられたブースターを使用する。
- 固体推進ブースターはミサイルの重心が推力偏向制御に影響するため、ミサイルの筐体のターボジェットエンジンの後部側面に設置される。

### LORANA
メインエンジンにターボジェットの代わりに固体燃料ロケットを使用し、固体燃料ロケットブースターを併用する派生型で実質的な射程は9kmで高速で飛翔するLORANA (LOng RAnge Non line of sight Attack system)として分類される。LORANAは10kgの成形炸薬弾頭あるいはタンデム弾頭を備える。
LORANAは車両やヘリコプターから発射する。LORANAのミサイルの追尾装置は2012年半ばに軽飛行機のSILA 450C国産機(Kraljevo, セルビアのAero-East-Europe製) により"Pasuljanske livade"の演習場で1連の10回の飛行が実施された。
LORANAは先進的な非直接照準攻撃システムである。指揮車両（軽装輪式装甲SUVや準装甲車両）車両に4から6個のミサイルを格納したコンテナが装備される。ミサイルを搭載した車両は、予備弾の給弾車や予備の指揮車両としても機能する。
LORANAミサイルは以下の機能ユニット/支援装置で構成される:
- ジャイロ安定式TVカメラを搭載した誘導装置
- 管理と制御のための補機類;対戦車タンデム弾頭 1,000mmの均質圧延装甲への陥入力を有する
- 固体燃料推進剤と飛行用ロケットエンジン (両方のエンジンは EDePro社によって開発された。).
- 光ファイバーによる接続を備えた通信補機類 (光ファイバーによる通信距離は9 km).
- デジタル信号受信機へのレーザービデオ信号電気式転送装置

#### LORANAの仕様諸元
- 全長 1.8 m
- 円筒の胴体の直径 175mm
- 翼幅 1.2 m
- 始動時のミサイルの重量 60kg
- 弾頭 10kg
- 始動時のロケットの推力 4500 N 作動時間は3.5秒間
- ミサイルの飛行速度 120–200m/s
- 飛行ロケットエンジンは噴流が後部から繰り出す高温の排気に光ファイバーケーブルが曝される事を避けるために一組の横方向に傾斜したノズルを備え、推力は300 Nで最大比推力は14 000 Nに到達する。[10]

#### 誘導
ミサイルはTVユニットを先端部に備え、3km彼方の標的の戦車の大きさを捕捉する。 7°x 5°のカメラの視野がTVに表示される。光ファイバーケーブルは52Nの張力に耐える事が可能。光ファイバーケーブルの信号の減衰は0.2dB/kmである。光ファイバーケーブルは地上の制御ユニットから搭載された装置へデータを128 kbit/sで伝送して、ミサイルから地上の制御局へは240 Mbi/sで伝送する。これは動画が1チャンネルと2系統のデータチャンネルが使用可能である。
発射装置はALASロケットと同じ原理で作動する。入手可能なデータによればLORANAの精度は最大1mとされる。

#### 運用
ミサイルは運搬用のコンテナから発射される。
LORANAはコンテナ内に整備せずに10年以上保管可能である。初期化後使用準備が整う。

## 運用国

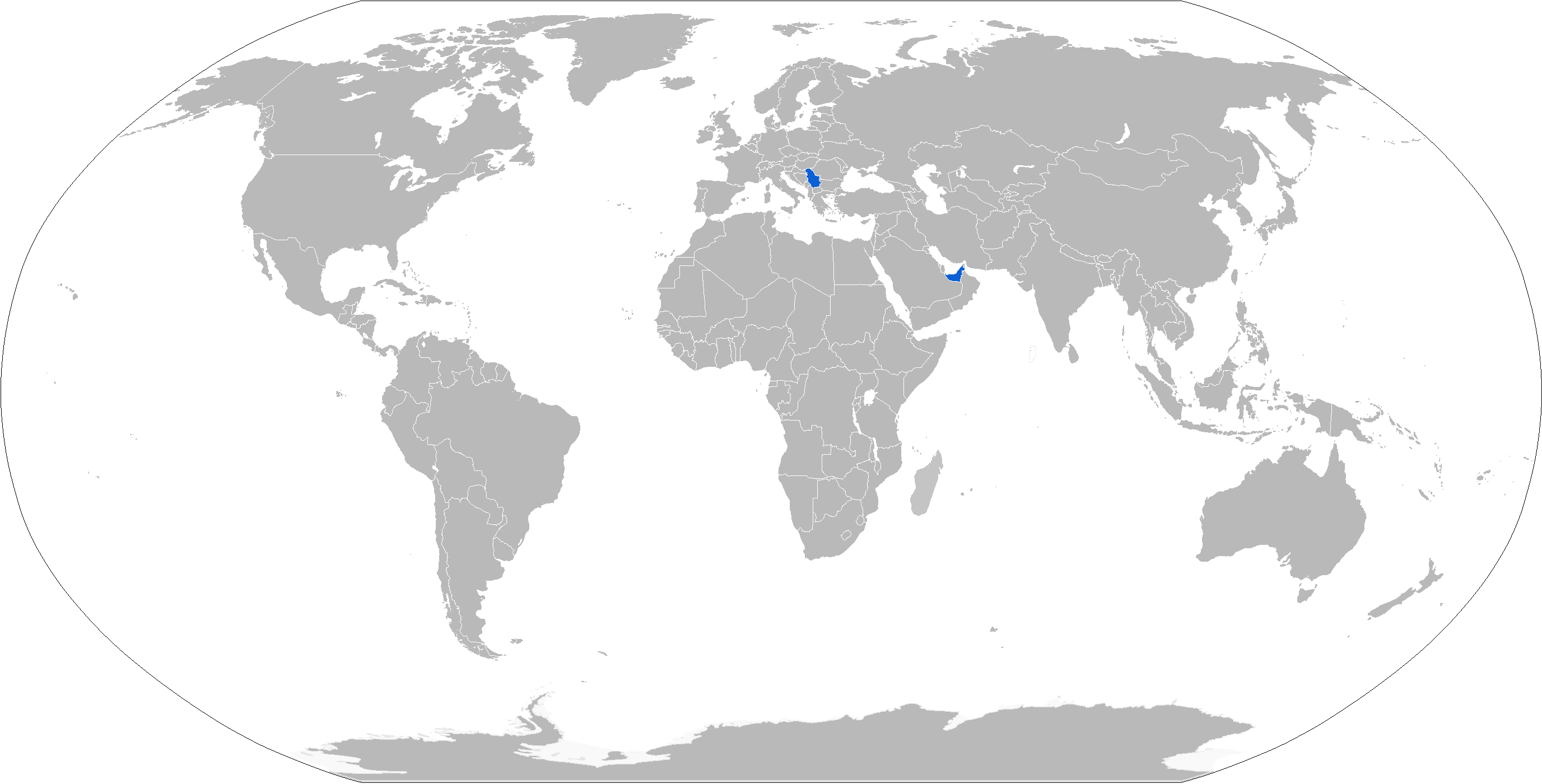
ALASの運用国は青で示す

### 現在の運用国
- セルビア
- アラブ首長国連邦
IDEX2013で契約が報告された [11] ALAS-Cを搭載したナミル6x6は8個のミサイル用のキャニスタを備える。契約後、最初の試験の1年後、ALAS-Cミサイルの製造の6ヵ月後に試験のためにナミル6x6の試作車が出荷される。[5]